# Téglatest

Téglatest

A téglatest téglalap alapú egyenes hasáb. Hat téglalap határolja. A téglatest egy derékszögű paralelepipedon. A téglatest élszögei és lapszögei egyaránt derékszögek.
| A téglatest képletei | A téglatest képletei                                          | A téglatest képletei |
| -------------------- | ------------------------------------------------------------- | -------------------- |
| Az élek hossza       | {\displaystyle a,\,b,\,c}                                     |                      |
| Térfogata            | {\displaystyle V\,=\,a\cdot b\cdot c}                         |                      |
| Teljes felszíne      | {\displaystyle A_{O}\,=\,2\cdot (a\cdot b+a\cdot c+b\cdot c)} |                      |
| A palást felszíne    | {\displaystyle A_{M}\,=\,2\cdot (a\cdot c+b\cdot c)}          |                      |
| Testátló             | {\displaystyle d\,=\,{\sqrt {a^{2}+b^{2}+c^{2}}}}             |                      |

## Speciális esetek
- Ha az a, b, c élek közül két él hossza megegyezik, akkor a téglatest négyzet alapú hasáb.
- Ha az összes él hossza egyenlő, akkor a téglatest kocka.

## Általánosítás
- Ha nem tesszük fel, hogy a lapszögek derékszögek, akkor paralelepipedont kapunk.
- Ha egy szemben fekvő oldalpárnak nem kell téglalapnak lennie, akkor egyenes hasábhoz jutunk.

## Mértékelmélet
A mértékelmélet elterjedt felépítésében a koordinátatengelyekkel párhuzamos élű téglatestek fontos szerephez jutnak, ugyanis az ő mértéküket (térfogatukat) definiálják először, és csak azután terjesztik ki a fogalmat más testekre.